# Бокунжи Ка
Бокунжи Ка (порт. Bocundji Ca, нар. 28 грудня 1986) — футболіст Гвінеї-Бісау, півзахисник клубу «Париж».
Виступав, зокрема, за клуб «Нант», а також національну збірну Гвінеї-Бісау.

## Клубна кар'єра
Народився 28 грудня 1986 року. Вихованець юнацьких команд футбольних клубів «Бордо» та «Нант». За молодіжну команду останнього виступав з 2002 року.
У червні 2004 року підписав свій перший професіональний конракт з «Нантом». У дорослому футболі дебютував 15 січня 2005 року у матчі проти «Ренна». Незважаючи на непогану гру, яку він демонстрував у «Нанті», команда вилетіла до нижчого дивізіону. Загалом у клубі провів три сезони, взявши участь у 41 матчі чемпіонату.
20 січня 2008 року був віправлений в 6-місячну оренду до клубу «Тур», але загалом, з перервами, провів у цій команді три роки своєї кар'єри. 
31 травня 2009 року «Нансі» підписав півзахисника, термін дії контракту до червня 2012 року. Але вже через рік, у червні 2010 року, Ка відправився в оренду до клубу «Тур». 26 липня 2011 року підписав 3-річний контрак з командою «Реймс».
29 січня 2015 року перейшов до «Шатору». 
До складу клубу «Париж» приєднався 2015 року. Відтоді встиг відіграти за команду з Парижа 16 матчів в національному чемпіонаті.

## Виступи за збірну
У серпні 2006 року головний тренер збірної Гвінеї Патріс Невьо викликав Ка, батьки якого походили з цієї країни, до табору гвінейської збірної. Але зрештою він відмовився від цього виклику. 4 вересня 2010 року натомість дебютував у складі національної збірної Гвінеї-Бісау у матчі кваліфікації до Кубку африканських націй 2015 року проти Кенії Наразі провів у формі головної команди країни 20 матчів, забивши 1 гол.
У складі збірної був учасником Кубка африканських націй 2017 року у Габоні.